# Wierchojańsk
Wierchojańsk (ros. Верхоянск) – miasto w Rosji, w Jakucji, przystań na prawym brzegu rzeki Jany w odległości 900 km od Jakucka. 1073 mieszkańców (2020).
Założone w 1638 roku jako zimowisko kozackie, w 1775 roku przeniesione na obecne miejsce . Od XIX wieku miejsce zesłań. Bardzo surowy klimat, jedno z najzimniejszych miejsc półkuli północnej: średnia roczna temperatura –17 °C, średnia temperatura stycznia –50 °C. 7 lutego 1892 roku zanotowano tam –69,8 °C, co po korekcie danych przeprowadzonej rok później dało oficjalnie –67,8 °C. Z uwagi na to, że opady w tym rejonie należą do rzadkości, powietrze w mieście jest bardzo suche, a latem ogrzewa się za dnia nawet do 30 °C. Notowane tu wahania temperatur należą w związku z tym do najbardziej ekstremalnych na kuli ziemskiej.
Roczna amplituda temperatury jest jedną z największych na świecie; 20 czerwca 2020 w Wierchojańsku odnotowano temperaturę 38 °C, która wówczas była najwyższą do tej pory notowaną temperaturą za kręgiem polarnym, pod koniec czerwca 2021 niedaleko Wierchojańska odnotowano temperaturę 48 °C.